# فلوريان جاست
فلوريان جاست (بالألمانية: Florian Just)‏ هو متزلج فني ألماني، ولد في 28 فبراير 1982 في نورنبرغ في ألمانيا.

## وصلات خارجية
- فلوريان جاست على موقع الاتحاد الدولي للتزلج (الإنجليزية)
- فلوريان جاست على موقع الاتحاد الدولي للتزلج (الإنجليزية)
- فلوريان جاست على موقع الاتحاد الدولي للتزلج (الإنجليزية)